# Episodi di Squadra Speciale Vienna (settima stagione)
La settima stagione della serie televisiva Squadra Speciale Vienna è stata trasmessa in anteprima in Austria dalla ORF tra il 30 agosto 2011 e il 3 gennaio 2012.
| nº | Titolo originale      | Titolo italiano | Prima TV Austria  | Prima TV Italia |
| -- | --------------------- | --------------- | ----------------- | --------------- |
| 1  | Schutzlos             |                 | 30 agosto 2011    |                 |
| 2  | Chefsache             |                 | 13 settembre 2011 |                 |
| 3  | Tür an Tür            |                 | 20 settembre 2011 |                 |
| 4  | Date mit dem Tod      |                 | 27 settembre 2011 |                 |
| 5  | Das schwarze Schiff   |                 | 4 ottobre 2011    |                 |
| 6  | Flächenbrand          |                 | 11 ottobre 2011   |                 |
| 7  | Endstation            |                 | 18 ottobre 2011   |                 |
| 8  | Der Trojaner          |                 | 25 ottobre 2011   |                 |
| 9  | Erbschuld             |                 | 8 novembre 2011   |                 |
| 10 | Der Austausch         |                 | 22 novembre 2011  |                 |
| 11 | Tod à la carte        |                 | 6 dicembre 2011   |                 |
| 12 | Verraten und verkauft |                 | 13 dicembre 2011  |                 |
| 13 | Verschollen           |                 | 20 dicembre 2011  |                 |
| 14 | Donauweibchen         |                 | 3 gennaio 2012    |                 |